# Georg Preidler
Georg Preidler (ur. 17 czerwca 1990 w Grazu) – austriacki kolarz.
Zawodnik Team Sunweb, następnie Groupama-FDJ. W 2011 zwyciężył w wyścigach: Toscana-Terro di ciclismo oraz Gran Premio Palio del Recioto. W 2012 był na podium Grosser Preis des Kantons Aargau. Pierwszy w klasyfikacji górskiej Tour du Haut-Var i Tour of Austria 2012 oraz Étoile de Bessèges 2013 i Vuelta a Andalucía 2017. Mistrz Austrii w jeździe na czas z 2015, 2017 i 2018. Wygrał 6. etap i zajął 6. miejsce na Tour de Pologne 2018.